# Nyelvészet
Általánosságban a nyelvészet, latinosan grammatika (latinul: grammatica) az emberi nyelvekkel foglalkozó tudományág, és nyelvész az, aki ezt a tudományt műveli. A nyelvészet szerteágazó területét három fő szempont alapján szemlélhetjük:
- Szinkronikus vagy diakronikus: az első típus a nyelvek jelenlegi formájával, míg a második a nyelvek múltjával, nyelvcsaládok alakulásával foglalkozik;
- Elméleti vagy alkalmazott: az elméleti nyelvészet azon elvekkel foglalkozik, mely a nyelvek leírását, kialakulását írják le, vagy a nyelvek univerzális tulajdonságait vizsgálja, az alkalmazott nyelvészet pedig az adott nyelvek alkalmazását, működését tanulmányozza;
- Kontextuális vagy független: (ezen kifejezések nem kialakult formák; az Encyclopædia Britannica például a „makrolingvisztika” és „mikrolingvisztika” kifejezéseket használja, analóg módon a közgazdaságtan „mikroökonómia” kifejezéséhez) az első megközelítés a nyelvet a világba illesztve vizsgálja: kapcsolatát a társadalommal, elsajátítását, használatát és alakulását; míg a független megközelítés a nyelvet saját magában, önállóan vizsgálja.

## Az elméleti (vagy általános) nyelvészet (nyelvtan) területei
Az elméleti nyelvészetet gyakran számos jól elkülöníthető területre bontják, melyeket egymástól többnyire függetlenül is lehet vizsgálni. Az alábbi felosztás általánosan elfogadott:
- fonetika: azaz beszédhangtan, a beszédhangokkal foglalkozó tudomány (fóné = hang);
- fonológia: azaz nyelvi hangtan, a nyelv legkisebb egységeivel, a fonémákkal foglalkozó tudomány;
- morfológia: azaz szóalaktan, a szavak belső szerkezetének, felépítésének tudománya: miként lesznek az egyszerűbb és bonyolultabb szóelemekből (morfémákból) szavak (morfé = alak);
- szintaxis: magyarul mondattan, annak tudománya, hogy a szavakból hogyan építünk nyelvtani szerkezeteket, mondatokat (szün-tattó = összerak, alkot);
- szemantika: a nyelvi jelentés tudománya (szémeion = jel);
- pragmatika: a nyelvhasználat vizsgálata, azaz hogyan alkalmazzuk az egyes nyelvi megnyilatkozásokat a kommunikációs környezetben (kontextusokban) (praxisz = gyakorlat).
- Szociolingvisztika: A szociolingvisztika egy szemléletmód, amely a nyelvhasználat és a társadalom összefüggéseit empirikus módszerekkel vizsgáló tudományterületeket foglalja magába. Kialakulásában a szociológia és a nyelvészet játszottak meghatározó szerepet, de az antropológiai kutatások is hatással voltak egyes irányzataira.

Ezek a szakterületek olykor átfedik egymást: például létezik morfofonológia, morfoszintaxis stb. A szemantika az összes jelentéses nyelvi elemmel foglalkozik, a morfémától a szintagmáig, sőt talán nagyobb szövegegységekkel is.
Ettől eltekintve azonban mindegyik terület rendelkezik egy központi koncepcióval ami köré kutatása és tudományos vizsgálata csoportosul.

## Történeti nyelvészet
A nyelvet diakrón szempontból vizsgálja, tehát azzal foglalkozik, hogy az idők során milyen változásokon ment keresztül az adott nyelv hangtana, alaktana, mondattana stb. Ehhez összehasonlító adatokat (rokon, szomszéd és egyéb nyelvek), valamint nyelvemlékes adatokat használ forrásként.

## Alkalmazott nyelvészet
Nyelvtechnológia
A nyelvtechnológia a természetes nyelvű szövegek számítógéppel történő feldolgozásával foglalkozik. A tudományterület részleges átfedésben van a számítógépes nyelvészettel.
A nyelvészet erőforrásait (például korpuszok, nyelvtanok, tudásleíró eszközök stb.), módszereit és eszközeit nemcsak leíró céllal, hanem konkrét technika megoldások megvalósítására is használja, mint például a gépi fordítás vagy a tartalomelemzés.
A nyelvtechnológia egyik szakága a nyelvfeldolgozás (Human Language Processing vagy HLT). Lényegében az emberi vagy természetes nyelvnek gépi, számítógépes eszközökkel való feldolgozását jelenti. A kutatás, alkalmazás témája vagy célja a megrendelőtől függ. Főbb megrendelőnek számítanak az egyes nemzeti egyetemek és kutatóintézetek, a kormányok, nemzetközi hatalmi csoportosulások, az Európai Unió, az iparvállalatok stb.
A nyelvtechnológia művelőinek alapképzettsége vagy nyelvészeten kívüli szakterülete rendszerint matematika, számítástechnika, könyvtár- vagy információtudomány, illetve gyakori a villamosmérnöki vagy egyéb műszaki háttérrel ide érkező szakember.

## Kontextuális nyelvészet
Kontextuális nyelvészetnek azt a tudományt nevezzük, ahol a nyelvészet kölcsönhatásban áll egyéb akadémiai tudománnyal. Ehhez képest az elméleti nyelvészetben a nyelvet magáért a nyelvért tanulmányozzák. Az ún. interdiszciplináris nyelvészeti területeken azt vizsgálják, hogy a nyelv hogyan lép kölcsönhatásba a természettel. Az olyan társadalomtudományok, mint szociolingvisztika, antropológiai nyelvészet és nyelvészeti antropológia a társadalom és a beszédtevékenység közötti kapcsolatot tanulmányozzák.
A kritikus diszkurzus elemzés tudományánál a retorika és a filozófia kapcsolatban áll a nyelvészettel.
A pszicholingvisztika és a neurolingvisztika ötvözi az orvostudományt és a nyelvészetet.
A nyelvészet egyéb tudományközi területei közé tartozik a nyelvelsajátítás, fejlődéstani nyelvészet, komputációs nyelvészet és a kognitív tudomány.

## Egyedi beszélők és nyelvi közösségek
Valójában, és ez könnyen belátható, mindenki más nyelvet beszél, hiszen a nyelvelsajátítás egyénileg történik, a világról alkotott képzetek és az ezekhez kapcsolódó nyelvi jelentések az illető beszélő nyelvi és egyéb tapasztalataitól, illetve készségeitől függenek. A nyelv mégis kizárólag közösségben létezik, mégpedig az egymással nyelvi kommunikációt folytatni képes beszélők közösségeiben.

## Leíró és előíró nyelvtanok
Leíró (deskriptív) nyelvész, aki a nyelvi jelenségeket megpróbálja mások számára is érthetően közölni.
Előíró (preskriptív) az, aki a megpróbálja megmondani, hogyan kell helyesen beszélni.

## Beszéd vagy írás
A beszélt nyelv az elsődleges az írott nyelvvel szemben, azonban egyik sem fölérendeltje a másiknak.
A beszélt nyelv általános jellemzői:
1. Hangzó formában valósul meg.
2. Általában előkészítés nélkül történik.
3. Egyszeri, időhöz kötött.
4. Nagymértékben függ a beszédhelyzettől.
5. Szupraszegmentális összetevőkre támaszkodik. [1]
6. Gyakrabban informális mint formális.
7. Változékonyabb, mint az írott nyelv, normája nem merev.

## Interdiszciplináris nyelvészeti kutatások
- A tudat kérdése a kognitív tudományban – előadás
- Interkulturális nyelvészet 1.
- Interkulturális nyelvészet 2.

## Jelentős nyelvészek és irányzatok
- Leonard Bloomfield
- Noam Chomsky
- Joseph Greenberg
- Louis Hjelmslev
- William Labov
- Edward Sapir
- Ferdinand de Saussure
- August Schleicher
- Gilád Zuckermann